# 21436 Chaoyichi
21436 Chaoyichi è un asteroide della fascia principale. Scoperto nel 1998, presenta un'orbita caratterizzata da un semiasse maggiore pari a 2,1867374 UA e da un'eccentricità di 0,0847175, inclinata di 3,73548° rispetto all'eclittica.